# Command & Conquer

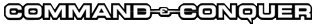
Il logo della serie

Command & Conquer è una serie di videogiochi con ambientazioni fantapolitiche che si collocano nel futuro prossimo oppure in scenari storici alternativi, sviluppata da Westwood Studios tra il 1995 ed il 2003 e successivamente da Electronic Arts.
Dopo la pubblicazione del primo titolo nel 1995 Command & Conquer, l'anno seguente uscì Command & Conquer: Red Alert, uno spin-off della saga ambientato in un passato "alternativo". Il successo di Red Alert generò un vero e proprio filone parallelo, accompagnato nel 2003 da un altro spin-off, Command & Conquer: Generals.

## Storia
Dopo lo sviluppo di Dune II, accolto molto positivamente dalla critica, Westwood Studios annunciò nel 1993 che il nuovo gioco strategico in sviluppo non farà parte della serie Dune poiché "gli sviluppatori erano stanchi della sabbia". La rivista Computer Gaming World annunciò che vi sarebbero stati "nuovi terreni e nuovi nemici" e che "il team seriamente sta lavorando ad una versione multiplayer".
Command & Conquer: Tiberian Dawn – all'epoca noto semplicemente come Command & Conquer – venne pubblicato da Westwood nel 1995. La trama del gioco si svolge in un futuro prossimo, dove la Terra viene contaminata da una misteriosa sostanza chiamata Tiberium. Ben presto, una guerra globale scoppia tra il Global Defense Initiative, formata dalle Nazioni Unite, e la rivoluzionaria Fratellanza di Nod, una sorta di culto guidata dal misterioso Kane, il cui intento è imbrigliare il potere del Tiberium. Dopo il grande successo che ne seguì, Westwood sviluppò Command & Conquer: Red Alert nel 1996, ambientato in un universo alternativo dove la guerra fredda tra l'Unione Sovietica e gli Alleati degenera in un vero conflitto. Sviluppato come un prequel di Tiberium Dawn, Red Alert fu il primo episodio di una serie parallela con un tono più spensierato e comico, mentre la serie originale divenne nota come la "serie Tiberium" che mantenne il tono originario.
La serie originale vide poi nascere, nel 1999, Command & Conquer: Tiberian Sun e la sua espansione, Tiberian Sun Firestorm. Nel 2002, venne pubblicato uno sparatutto in prima persona ambientato nell'universo di Tiberium dal titolo Command & Conquer: Renegade, apprezzato poi per il suo multiplayer online. Nel 2007 uscì Command & Conquer 3: Tiberium Wars, seguito dall'espansione Kane's Wrath. Infine, nel 2010, la saga del Tiberium si concluse con Command & Conquer 4: Tiberian Twilight, il quale ricevette valutazioni sia positive che negative a causa dei cambiamenti sia nel gameplay che nella storia rispetto ai canoni tradizionali.
La serie di Red Alert, oltre alle espansioni del primo capitolo Counterstrike e The Aftermath, vide nel 2000 l'uscita di Command & Conquer: Red Alert 2 e della sua espansione Yuri's Revenge. Nel 2008 uscì il terzo capitolo, Command & Conquer: Red Alert 3, dove fa l'esordio una terza fazione: l'Impero del Sol Levante, seguito l'anno successivo dall'espansione Uprising. Il terzo spin-off venne pubblicato nel 2003, con il nome di Command & Conquer: Generals e con un'ambientazione più realistica, in cui, in un futuro prossimo, si contrappongono Stati Uniti, Cina e l'Esercito di Liberazione Globale. Questo spin-off fu seguito dall'espansione Zero Hour.
I videogiochi furono realizzati in inglese, per poi essere tradotti in altre lingue, tra cui tedesco, francese, spagnolo, italiano, russo, coreano e cinese. Furono pubblicati per ambiente Microsoft, anche se alcuni titolo furono poi rilasciati anche per altre console, per Macintosh, per iOS e per applicazioni web. A luglio 2010, il franchise di Command & Conquer consisteva di undici giochi e otto espansioni, con i primi tre, in ordine di pubblicazione, rilasciati al pubblico gratuitamente per promuovere i successivi. Per il 2013 era previsto il rilascio di un gioco gratuito, intitolato Command & Conquer: Generals 2; tuttavia, dopo un primo rilascio in versione alpha, venne cancellato e la casa sviluppatrice, Victory Games, smantellata dalla Electronic Arts. La serie Command & Conquer fu un assoluto successo commerciale, con oltre 25 milioni di giochi venduti al 2007.
Il 27 febbraio 2025, Electronic Arts ha messo a disposizione pubblicamente il codice sorgente di Command & Conquer: Tiberian Dawn, Command & Conquer: Red Alert, Command & Conquer: Renegade  e Command & Conquer: Generals con la sua espansione Zero Hour.

## Modalità di gioco
I vari capitoli di Command & Conquer sono giochi strategici in tempo reale, con l'unica eccezione di Command & Conquer: Renegade che è uno sparatutto in prima persona. La caratteristica principale della serie è la possibilità di giocare campagne separate, con differenti fazioni – giungendo a finali diversi tra loro – le cui vicende ruotano attorno ad una storia centrale. Tutti i giochi prevedono la modalità multiplayer, in cui i giocatori si possono collegare e giocare assieme via LAN o modem, oppure direttamente online. Un'altra modalità tipica è la schermaglia, in cui i giocatori affrontano l'IA in missioni indipendenti dalle campagne di gioco.
In generale, la logica delle missioni prevede che il giocatore costruisca una base e raccolga risorse con lo scopo di poter produrre diversi tipi di forze con cui assaltare e conquistare la base avversaria. Tutte le strutture di ciascuna fazione sono realizzate in-sito da un cosiddetto "cantiere di costruzione", che inizialmente è un veicolo capace di aprirsi e diventare un edificio. Una volta che il cantiere completa la costruzione di una nuova struttura, il giocatore può selezionare il luogo dove l'edificio sarà costruito, posandovi sopra il prefabbricato realizzato, il quale assume subito la forma prevista per l'edificio selezionato.
Le risorse si acquisiscono tramite unità specializzate nella raccolta di Tiberium, nel caso della serie originale, e di minerale grezzo e gemme, nel caso della serie Red Alert, che vengono poi lavorati in raffinerie dove diventano crediti spendibili. Nei giochi precedenti a Red Alert 2, e anche in Command & Conquer 3, il materiale grezzo necessita di silo di stoccaggio, in caso le raffinerie fossero piene. In Generals e nella sua espansione, i crediti possono essere ottenuti in due modi: raccogliendo risorse con unità specializzate e convertendole in denaro o producendoli direttamente tramite edifici e unità specializzati.
Ogni fazione ha a disposizione strutture e unità con funzioni similari, ma disegnate in modo da essere consistenti con il tema specifico della fazione di appartenenza e, a volte, le sue caratteristiche. Le unità possono essere classificate in fanteria, veicoli, velivoli e, nel caso di Red Alert, anche imbarcazioni, ciascuna con le proprie suddivisioni. L'efficacia delle unità contro gli avversari segue la logica della morra cinese, come avviene nella maggior parte dei giochi strategici in tempo reale.
Quasi tutte le strutture virtualmente assumono il ruolo di nodo dell'albero tecnologico. Ognuna infatti, una svolta costruita, aggiunge nuove unità, strutture o abilità utilizzabili o realizzabili dal giocatore. L'accesso a queste ultime può essere temporaneo se la struttura richiesta viene distrutta, o non si hanno centrali elettriche che garantiscano energia sufficiente.

### Multiplayer
Ogni gioco della serie Command & Conquer, fino a Red Alert 2, prevede la modalità multigiocatore, dove i giocatori si affrontano tra loro. Ogni box della serie contiene due coppie dei CD del gioco, rendendo così utilizzabile la modalità con un unico acquisto. Nella confezione venduta, lo slogan avvertiva: "una seconda coppia, così tu e il tuo amico potete distruggervi a vicenda". Come risultato, Command & Conquer divenne il primo gioco strategico in tempo reale con la possibilità di competere online e questo viene considerato il principale fattore esterno del successo della serie.
Red Alert 3 divenne noto per essere il primo strategico in tempo reale che prevede la cooperazione tra giocatori online nelle varie campagne. La connessione però può avvenire solo tramite i server di Electronic Arts e non tramite connessione locale. Westwood Studios usava i propri server per il multigiocatore, mentre Renegade supportava anche GameSpy. Con il passaggio dello sviluppo a Electronic Arts, si continuò a usare GameSpy, ma i server di Westwood furono abbandonati in favore di quelli di EA. I server di GameSpy furono spenti nel 2013, tuttavia la comunità online compensò questa mancanza con i propri server.
Quando anche i server di Electronic Arts furono spenti e il supporto ai giochi fu rimosso, i fan della serie abilitarono dei server propri, dove poter continuare a supportare il gioco online per Generals e i titoli successivi.

## Giochi

### SerieTiberium
Command & Conquer, pubblicato il 26 settembre 1995, è il primo gioco della serie ed è considerato il titolo che per primo definì e rese popolare il genere strategico in tempo reale. Command & Conquer introdusse le fazioni Global Defense Initiative e Fratellanza di Nod, tra loro in guerra. Ricevette inoltre una critica molto positiva: la rivista GameSpot disse: "Command & Conquer è uno dei videogiochi migliori e più brillantemente progettati [...] mai visto". Il gioco ottenne un punteggio di 94/100 da Metacritic mentre l'espansione Covert Operations del 1996 ottenne un punteggio più basso, 72/100, ma comunque positivo.
Command & Conquer: Tiberian Sun, pubblicato il 27 agosto 1999, è ambientato circa trent'anni dopo il predecessore. Mentre quest'ultimo era incentrato in una visione del mondo politico quasi allegorica, Tiberian Sun somiglia più ad un'opera di vera fantascienza, con uno sfondo apocalittico dove il Tiberium comincia ad assimilare vaste porzioni dell'ecosistema terrestre. Nel 1998, Westwood Studios, sviluppatori del gioco, furono assimilati dalla Electronic Arts, ma quest'ultima non si intromise nella realizzazione del progetto. In confronto al primo titolo, Tiberian Sun punta molto sulle tecnologie fantascientifiche e introduce un nuovo motore grafico isometrico con vari livelli di terreno, in modo da dare l'impressione di giocare in un reale ambiente a tre dimensioni. Anche il full motion video venne realizzato in modo differente: in Command & Conquer e in Red Alert, i filmati erano registrati con una prospettiva in prima persona; Tiberian Sun invece utilizza scene cinematografiche tradizionali, con attori come James Earl Jones e Michael Biehn.
Command & Conquer: Renegade, pubblicato il 26 febbraio 2002, è ambientato negli ultimi giorni degli eventi di Command & Conquer ed è l'ultimo gioco della serie creato da Westwood Studios. Diversamente da tutti gli altri titoli della serie, Renegade è uno sparatutto in prima persona. Nonostante ricevette valutazioni medie, con un punteggio di 75/100 sia da GameRankings che da Metacritic, Renegade venne apprezzato per la sua modalità online. GameSpy, riguardo a Renegade, nel 2002 disse che "avrebbe voluto che fosse meglio", criticando la modalità singolo giocatore ma affermando che "il multigiocatore di C&C: Renegade è innovativo e divertente". La modalità online venne apprezzata per spingere i giocatori al lavoro di gruppo e al coordinamento negli assalti, contrariamente a quanto avveniva negli altri sparatutto dell'epoca.
Command & Conquer 3: Tiberium Wars, disponibile dal 29 marzo 2007, torna alle radici come gioco strategico in tempo reale. Come sequel di Tiberian Sun, Tiberium Wars è ambientato circa diciassette anni dopo gli eventi del primo e con esso viene introdotta una terza fazione: gli alieni Scrin. Questo capitolo riceve un punteggio di 85/100 sia da GameRankings che da Metacritic. PC Gamer US diede un punteggio di 90/100, affermando che "uno dei migliori franchise RTS di tutti i tempi ritorna alla gloria", mentre PC Gamer UK si ferma a 82/100, affermando che si tratta di un "ritorno buono, ma limitato". Poco dopo il rilascio del titolo, viene annunciata l'espansione: Command & Conquer 3: Kane's Wrath. Pubblicata il 24 marzo 2008, Kane's Wrath aggiunge una campagna esclusivamente per la Fratellanza dei Nod, ma il GDI e altre sei sotto-fazioni sono comunque disponibili per la modalità Schermaglia e la nuova modalità Strategico. La critica fu abbastanza positiva con un punteggio di 77/100.
Command & Conquer 4: Tiberian Twilight, uscito il 16 marzo 2010, mostra un notevole cambiamento nel gameplay rispetto ai titoli precedenti rimuovendo la raccolta di risorse e la costruzione di parti della base, oltre alla fazione degli Scrin. Il gioco è il seguito di Kane's Wrath, anche se non ne segue direttamente la storia, ambientato dieci anni dopo, quando il Tiberium ha raggiunto la successiva fase evolutiva espandendosi su tutto il pianeta e iniziando a renderlo inabitabile.
Renegade X è un titolo gratuito realizzato dai fan ed un remake di Command & Conquer: Renegade. Gli sviluppatori ricevettero l'approvazione dalla Electronic Arts per la pubblicazione del titolo come open beta il 26 febbraio 2014. Renegade X include una breve campagna in giocatore singolo chiamata Black Dawn.

### SerieRed Alert
Command & Conquer: Red Alert, pubblicato il 22 novembre 1996, è ambientato negli anni '50 di un universo parallelo, originariamente pensato come un prequel di Command & Conquer divenendo un vero e proprio prologo dell'intera serie Tiberium. Red Alert introduce le fazioni rivali degli Alleati e dei Sovietici, all'incirca equivalenti alla NATO e al Patto di Varsavia. Il gioco fu accolto molto bene dalla critica ricevendo il punteggio medio più alto di tutta la serie di Command & Conquer, oltre il 90/100 sia per GameRankings che per Metacritic, anche se le due espansioni, Counterstrike e The Aftermath, ricevettero voti molto più bassi rispettivamente 63/100 e 70/100. Entrambe comprendono più missioni e più unità. Esclusivamente per PlayStation, è stata pubblicata un'unica espansione Retaliation che comprende le altre due, più qualche filmato unico. Prima di uscire gratuitamente il 31 agosto 2008 da Electronic Arts, Red Alert vendette oltre tre milioni di copie.
Command & Conquer: Red Alert 2 venne pubblicato il 23 ottobre 2000 ed è ambientato durante un'invasione sovietica del Nord America per mezzo di carri armati, soldati, enormi dirigibili e calamari giganti antinave. Poiché il gioco non è chiaro riguardo al collegamento con la serie Tiberium, lo stesso collegamento stabilito nel primo Red Alert diventa confuso. Tuttavia, i creatori originari, che all'epoca lavoravano per la Petroglyph Games, affermarono che gli eventi di Red Alert 2 erano ambientati in un universo parallelo, generato da esperimenti di viaggio temporale avvenuti in un imprecisato momento nella serie Tiberium. Red Alert 2 ricevette una critica relativamente positiva con un punteggio di 86/100 per GameRankings. L'espansione Yuri's Revenge venne pubblicato il 10 ottobre 2001; in esso un ex sovietico chiamato Yuri tenta di conquistare il mondo usando tecnologie psichiche e il suo esercito privato. L'espansione ricevette principalmente critiche positive e GameRankings assegnò un punteggio medio di 85/100, basandosi su trentuno recensioni, cosa che lo rese la migliore espansione della serie Command & Conquer.
Command & Conquer: Red Alert 3 viene pubblicato il 28 ottobre 2008 come seguito di Red Alert 2. Vengono introdotte nuove unità di stampo comico e la nuova fazione: l'Impero del Sol Levante, una versione anime dell'Impero del Giappone. Il produttore esecutivo Chris Corry affermò in un'intervista precedente all'uscita del gioco che Red Alert 3 avrebbe differenziato ulteriormente le fazioni giocabili, "aumentando il più possibile l'assurdità del design delle varie fazioni ovunque possibile". Questo tipo di approccio premiò il gioco che ricevette un punteggio medio di 82/100 da Metacritic. L'espansione Uprising uscì il 12 marzo 2009 ottenendo però un'accoglienza appena sufficiente, con un punteggio medio di 64/100 secondo Metacritic. Un'altra versione autonoma dell'espansione uscì per PlayStation 3 e Xbox 360 con il titolo Red Alert 3: Commander's Challenge, contenente la modalità Sfida di Uprising.
Command & Conquer: Red Alert è anche il titolo della versione per iOS pubblicata il 16 ottobre 2009, la cui storia è la continuazione di Red Alert 2 ma precede gli eventi di Red Alert 3, con cui però condivide le tre fazioni. Il 23 aprile 2018, lo sviluppatore cinese Tencent annunciò una nuova versione di Red Alert per iOS che ricevette però valutazioni contrastanti dai fan.
Il 9 giugno 2018, Electronic Arts rivela che la sua nuova divisione, Redwood Studios, è al lavoro su Command & Conquer: Rivals, un gioco per piattaforme Android e iOS. Il gioco viene pubblicato il 4 dicembre 2018.

### SerieGenerals
Command & Conquer: Generals, uscito il 10 febbraio 2003, ha una trama non legata con gli altri titoli di Command & Conquer. Generals è ambientato nella prima parte del XXI secolo, dove gli eventi vedono scontrarsi tra loro gli Stati Uniti, la Cina e una fittizia organizzazione terroristica, l'Esercito di Liberazione Globale. Questo titolo utilizza il motore grafico Strategy Action Game Engine ed è il primo gioco della serie completamente a tre dimensioni. Generals venne accolto da una critica piuttosto positiva: basandosi su trentaquattro recensioni, Metacritic diede un voto di 84/100, considerando anche il voto di 9,3/100 data da IGN. Generals ricevette inoltre il premio della critica come miglior gioco di strategia all'Electronic Entertainment Expo del 2002. Il gioco è anche il primo della serie Command & Conquer che non include filmati per la narrazione della storia e differisce nell'interfaccia e nella meccanica di costruzione tipiche di tutti i titoli precedenti. L'espansione Zero Hour è stato pubblicato il 22 settembre 2003 e allunga la storia di Generals, aggiungendo nove nuovi eserciti e oltre una dozzina di nuove missioni per la Campagna, oltre ad una nuova modalità, la Sfida dei Generali. Diversamente da Generals, l'espansione vede il ritorno ai filmati come intramezzo tra le missioni. Zero Hour ottiene più o meno la stessa critica di Generals, con un punteggio medio di 85/100 e 84/100 rispettivamente per GameRankings e Metacritic.
Dopo aver avviato il suo gruppo interno Danger Close ed essersi concentrato sulla serie Medal of Honor, Electronic Arts diede vita ad un nuovo studio chiamato Victory Games per continuare la serie Command & Conquer. Il 10 dicembre 2011, venne annunciato che il gioco successivo sarebbe stato Command & Conquer: Generals 2. Il 13 dicembre, venne inoltre annunciato che un nuovo MMO gratuito era in fase di sviluppo e che il suo nome era Command & Conquer: Tiberium Alliances; il gioco è stato pubblicato ed è attualmente ancora attivo.
Il 15 agosto 2012, fu annunciato che Command & Conquer: Generals 2 sarebbe stato ripensato come un gioco free-to-play. Il nuovo gioco avrebbe dovuto appartenere al mondo di Generals, tuttavia, su consiglio dei giocatori che provarono la versione alpha, il gioco venne cancellato nell'ottobre 2013. Sempre nel 2013, Electronic Arts affermò che il franchise di Generals sarebbe continuato, ma non aggiunse ulteriori informazioni. Nel 2014, Electronic Arts cominciò a cercare uno sviluppatore per un reboot.

### Opere recenti
Nel novembre 2018, Electronic Arts annunciò di voler rimasterizzare Command & Conquer includendo le espansioni e Red Alert, adattandoli ai sistemi operativi moderni per mano di Petroglyph Games.
La versione con grafica aggiornata agli standard del 4K, con un nuovo comparto multigiocatore e nuovi server, interfaccia utente migliorata e colonna sonora completamente rimasterizzata da Frank Klepacki è stata pubblicata il 5 giugno 2020.

## Episodi delle serie
Westwood Studios (1995–2002)
- Command & Conquer: Tiberian Dawn (1995)
  - Command & Conquer: The Covert Operations (1996)
- Command & Conquer: Red Alert (1996)
  - Command & Conquer: Red Alert: Counterstrike (1997)
  - Command & Conquer: Red Alert: The Aftermath (1997)
  - Command & Conquer: Red Alert: Retaliation (1998) - Compilation di Counterstrike e The Aftermath distribuita per PlayStation
- Command & Conquer: Sole Survivor (1997) - Solo multiplayer
- Command & Conquer: Tiberian Sun (1999)
  - Command & Conquer: Tiberian Sun Firestorm (2000)
- Command & Conquer: Red Alert 2 (2000)
  - Command & Conquer: Yuri's Revenge (2001)
- Command & Conquer: Renegade (2002)

EA Los Angeles (2002–2010)
- Command & Conquer: Generals (2003)
  - Command & Conquer: Generals - Zero Hour (2003)
- Command & Conquer 3: Tiberium Wars, EA Los Angeles (2007)
  - Command & Conquer 3: Kane's Wrath (2008)
- Command & Conquer: Red Alert 3 (2008)
  - Command & Conquer Red Alert 3: Uprising (2009)
- Command & Conquer 4: Tiberian Twilight (2010)

EA Phenomic (2012)
- Command & Conquer: Tiberium Alliances - Solo online

Victory Games (2013)
- Command & Conquer: Generals 2 - Cancellato

EA Redwood Studios (2018–)
- Command & Conquer: Rivals (2018) - Online per Android e iOS

EA Studios (2020–)
- Command & Conquer: Remastered Collection  (2020)